# ЕуКорВак-19
ЕуКорВак-19 је кандидат за вакцину против ковида 19 коју развија компанија EuBiologics Co.

## Карактеристике
ЕуКорВак-19 коју развија EuBiologics Co је безбедна вакцина заснована на шиљатом протеину уз примену технологије рекомбинантног протеина и са моћним адјувансом, слично другим вакцинама против вируса које су већ лиценцирани у свету.
ЕуКорВак-19 је течна инјекција у стакленим бочицама и може се чувати и дистрибуирати расхлађена у складу са предностима општег система дистрибуције биофармацеутика.

## Истраживања
EuBiologics Co је започео студијска истраживања  23. фебруара 2021. године. под називом  „Безбедност, толеранција и имуногеност ЕуКорВак-19 за превенцију ковида 19 код здравих одраслих особа“.
Од 26. априла 2021. испитивање је у првој фази које је дизајнирано за 50 здравих одраслих особа старости од 19 до 50 година и биће спроведено у  корејској католичкој универзитетској болници St. Mary’s Hospital уз одговарајућу процену  безбедности, толеранције и имуногености.
Испитивање у другој фази биће накнадно спроведена на 230 одраслих особа старости од 19 до 75 година у четири болнице које се налазе у метрополитанској области Сеула како би се проценила доза и имуногеност вакцине.

Према изјавама званичника компаније EuBiologics Co: 
„ЕуКорВак-19 је дизајниран да изазове брз одговор антитела, висок ниво неутрализујућих антитела и одличан ћелијски имуни одговор комбиновањем СНАП технологије са ПОП биотехнологијама које је EuBiologics Co осмислио и ЕулМТ лиценцираним од Корејског института за Наука и технологија. ЕуКорВак-19 је показао супериорни имуни одговор против САРС-КоВ-2 на животињском моделу, стога очекујемо да видимо безбедност, толеранцију и имуногеност демонстриране у испитивањима фазе I/II.
EuBiologics Co планира да се консултује са корејским Министарством за безбедност хране и лекова како би напредовао у клиничком испитивању Фазе III у другој половини 2021. године на основу привремених резултата испитивања фазе I/II који су доступни најкасније до јуна 2021. и да добије одобрење за хитну употребу ЕуКорВак-19 вакцине, што је пре могуће. EuBiologics Co такође има ГМП акредитовано постројење које може да производи рекомбинантне протеинске антигене и адјувансе, са убеђењем да може да обезбеди конкурентне цене.
Очекивани примарни датум завршетка истраживања је март 2022. године. Очекује се да ће студија бити завршена у јануару 2023. године.